# Músculo oblicuo menor de la cabeza
El músculo oblicuo superior de la cabeza u ' (Musculus obliquus capitis superior) surge desde la masa lateral del hueso atlas. 
Este músculo pasa superior y posteriormente a la mitad lateral de la línea nucal inferior del hueso occipital. Es inervado por el nervio suboccipital, la rama dorsal del primer nervio espinal.
Este actúa en la articulación atlanto-occipital, extendiendo y flexionando la cabeza hacia el mismo lado de la ubicación del músculo.